# Các hình khắc trên đá ở Tanum
Các hình khắc trên đá ở Tanum (tiếng Thụy Điển: Hällristningsområdet i Tanum) là một bộ sưu tập các bức tranh khắc đá nằm gần Tanumshede, Bohuslän, Thụy Điển. Nó được UNESCO công nhận là Di sản thế giới từ năm 1994 nhờ số lượng lớn các bức tranh khắc đá có từ thời đại đồ đồng ở Bắc Âu.

## Mô tả
Tổng cộng có hàng ngàn hình ảnh được gọi chung là các hình khắc trên đá ở Tanum xuất hiện trong khoảng 600 mặt đá trong khu vực được công nhận Di sản thế giới. Chúng tập trung ở các khu vực riêng biệt dọc theo một quãng đường dài 25 kilômét, bao trùm khu vực có diện tích 51 hecta (126 mẫu Anh hoặc 0,5 kilômét vuông). Khu vực này trước đây được thực hiện các bức vẽ nằm ở ven biển nhưng bây giờ nó nằm ở độ cao 25 mét.
Những người trong thời đại đồ đồng và đồ sắt ở Bắc Âu là những thợ mộc tài ba và rất giỏi đi biển. Nhiều hình tượng tượng trưng cho những chiếc thuyền trong đó một số dường như thuộc loại thuyền Hjortspring chở được khoảng chục người. Cũng có cả hình ảnh xe ngựa kéo. Các hình khắc khác mô tả một thợ săn với cây cung giáo hoặc rìu, những người khác đang trong cảnh săn bắn thú vật và trồng trọt, như là hình ảnh một người đứng sau cái cày được kéo bởi hai con bò. Ngoài ra là các hình ảnh liên quan đến thực hiện nghi lễ.
Một trong những tảng đá lớn hơn cả được vẽ vào thời đại đồ đồng Bắc Âu ở Scandinavia (cao 22 mét và rộng 6 mét) được gọi là Vitlyckehäll nằm ở Tanumshede. Nó chứa gần 300 hình chạm khắc của một loạt các cảnh, người và vật thể.
Các chạm khắc đá đang bị đe dọa bởi xói mòn do mưa axit, một số do đó được bảo vệ nghiêm ngặt hoặc chỉ mở cửa cho du khách tham quan trong một số thời điểm nhất định trong năm. Một số đã được sơn màu đỏ để làm cho chúng rõ hơn đối với khách du lịch, tuy nhiên điều này đã bị chỉ trích vì làm mất đi tính xác thực và trạng thái ban đầu của các bản vẽ.

## Lịch sử gần đây
Các hồ sơ đầu tiên của hình vẽ đã được thực hiện vào năm 1627 khi Peder Alfsön, một bác sĩ Na Uy và giám thị đã in mực lại một số bản vẽ. Những bản in hình ảnh chuyên nghiệp đầu tiên được thực hiện vào năm 1792 bởi Carl Gustaf Gottfried Hilfeling, người được nhà quý tộc Pehr Tham gửi đến để lấy hình ảnh của những bức tranh khắc. Một số cuộc khai quật và ghi lại đã diễn ra trong suốt đầu thế kỷ 19, chủ yếu do Carl Georg Brunius và Axel Emmanuel Holmberg dẫn đầu, người đã công bố nghiên cứu và tranh luận về thời kỳ xuất hiện của các bức tranh vẽ. Những lập luận về niên đại được chấp nhận hiện nay không được đưa ra cho đến tận cuối thế kỷ 19, khi Oscar Montelius và Viktor Rydberg đưa ra bằng chứng liên kết các bản vẽ với Thời đại đồ đồng. Trong đầu thế kỷ 20, các nghiên cứu bắt đầu tập trung nhiều hơn vào ý nghĩa đằng sau các bức vẽ, thay vì xác định tuổi của chúng, nhưng công trình cuối thế kỷ 20 đã xác nhận rằng các bức vẽ có thể được thực hiện trong Thời đại đồ đồng.

## Hình ảnh
- Tập tin:Tanum05.jpg
- Tập tin:Tanum02.jpg

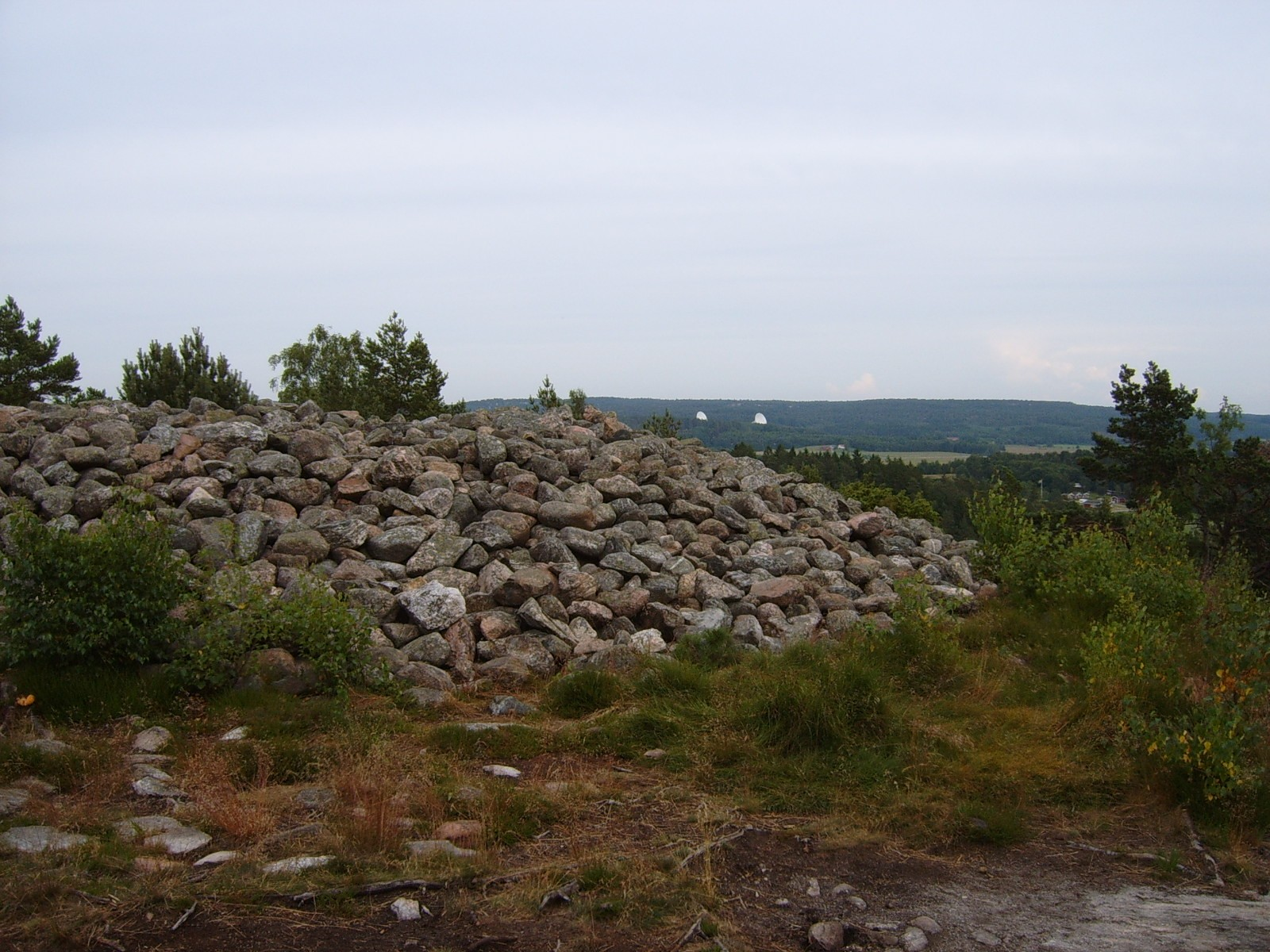
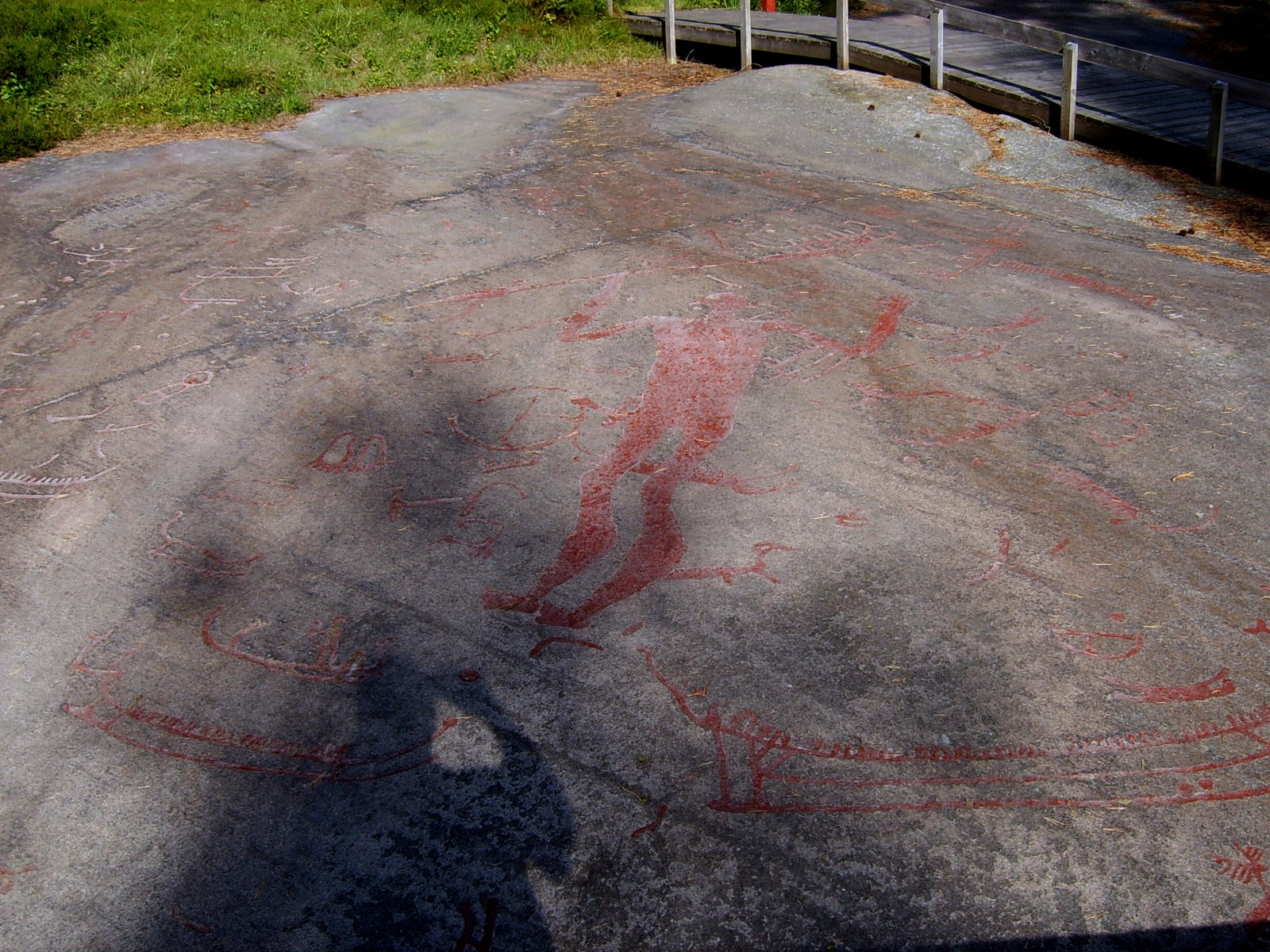
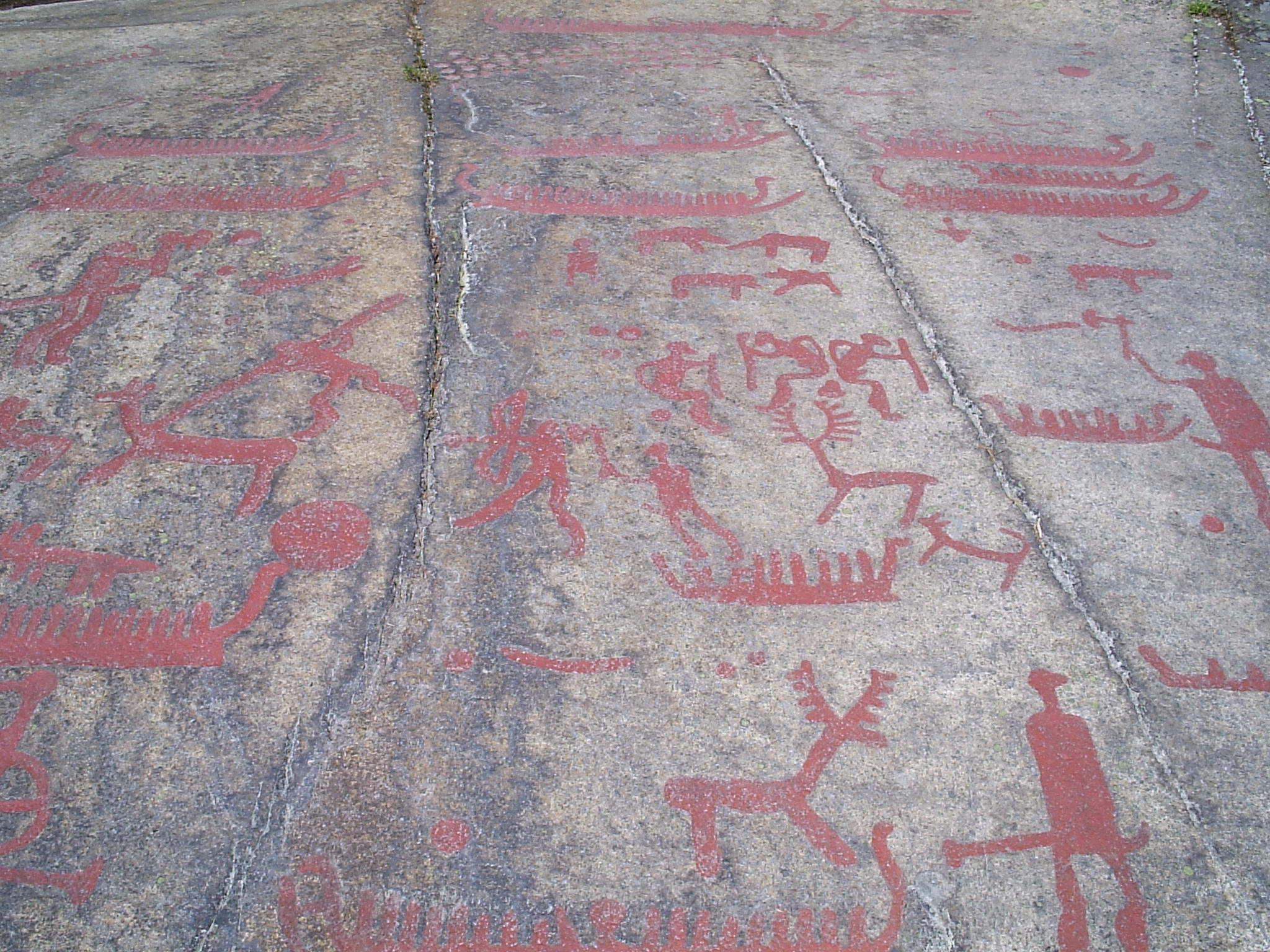
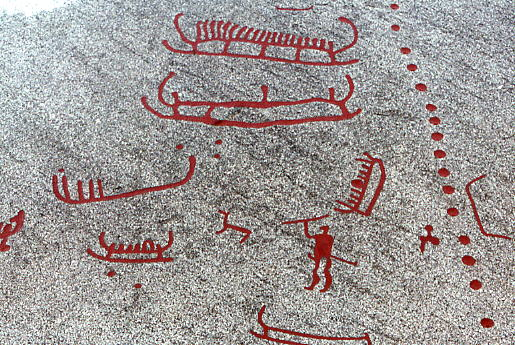
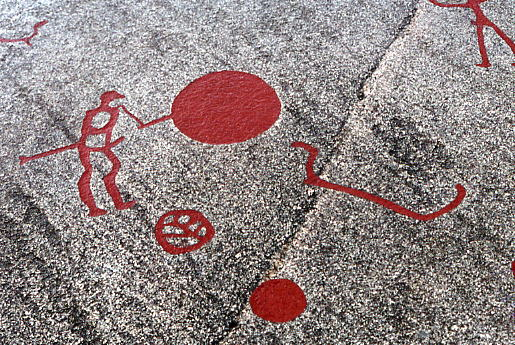
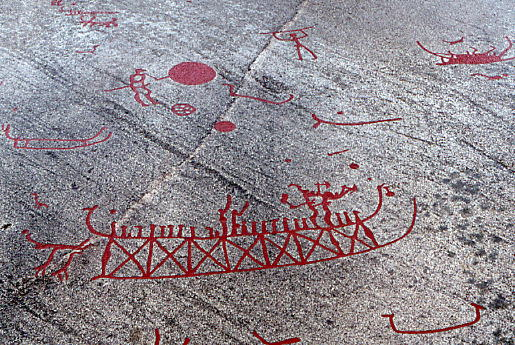
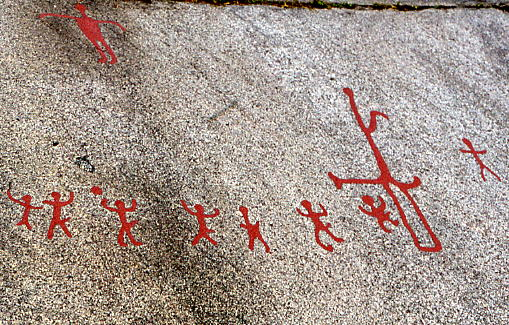
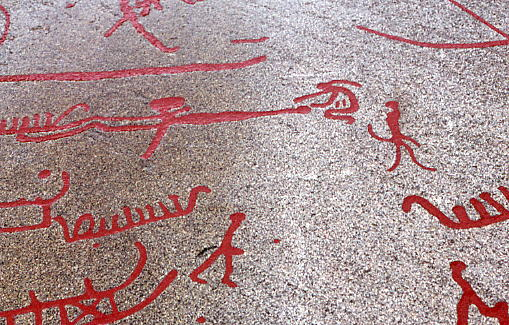
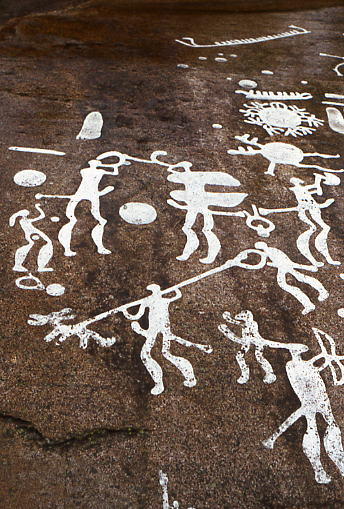
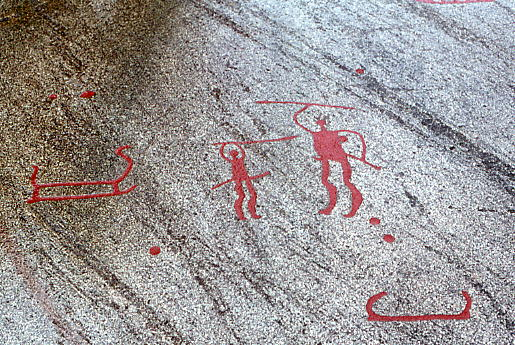
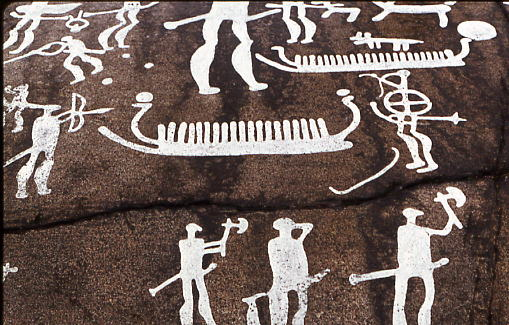
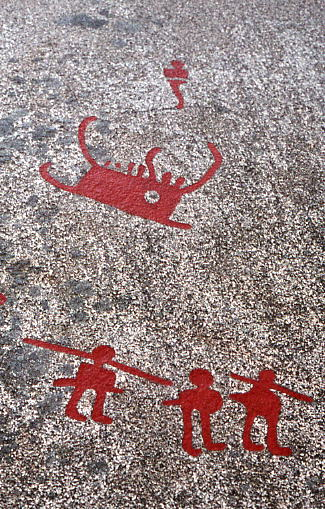
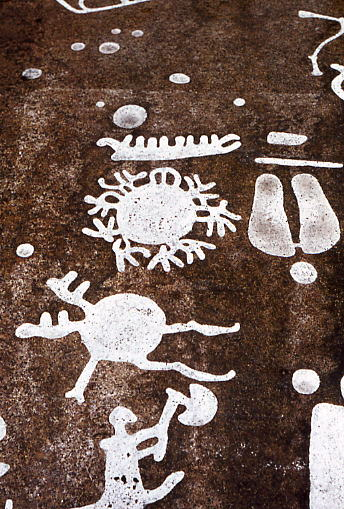
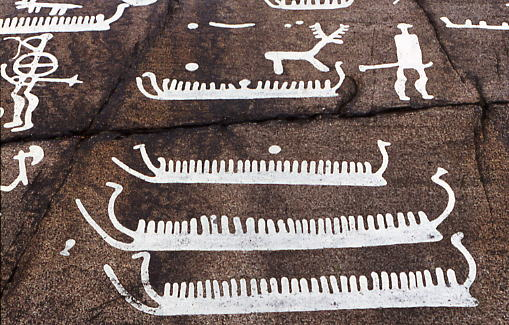
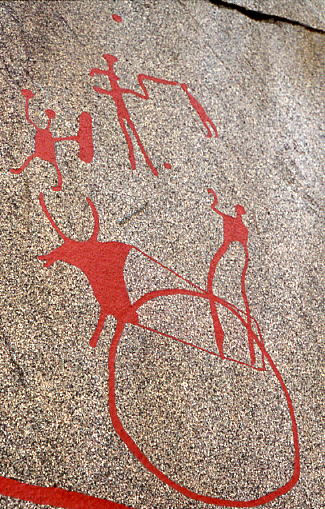
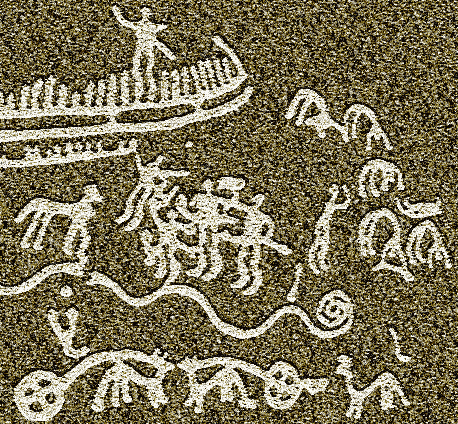
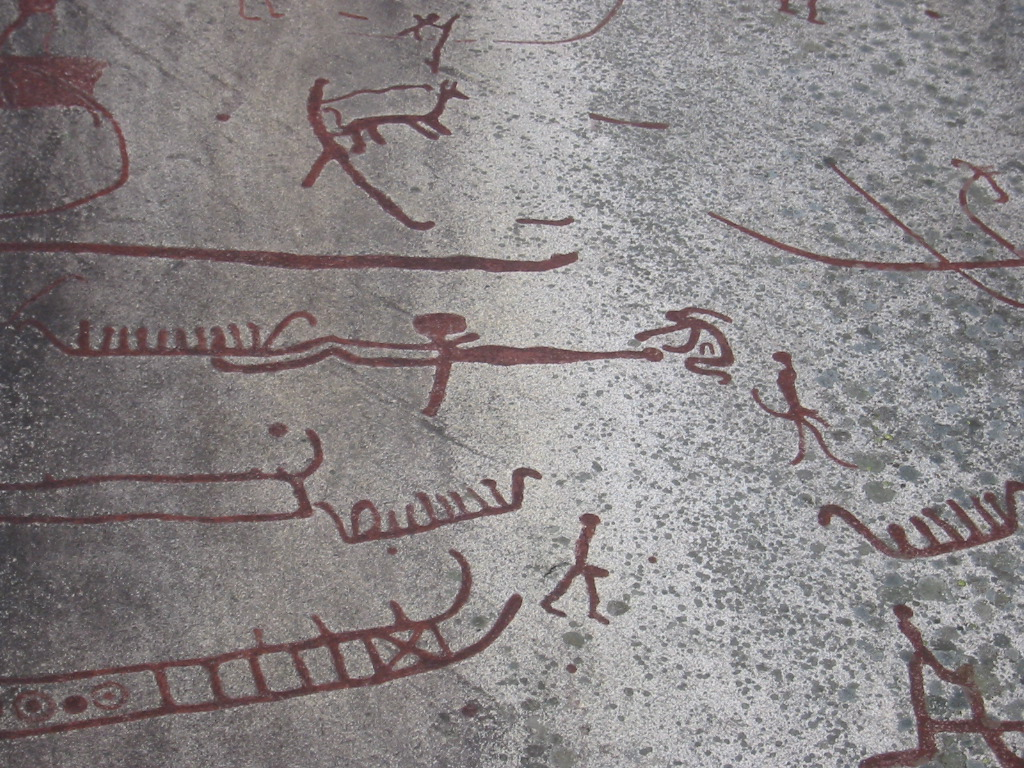
Phụ nữ than khóc
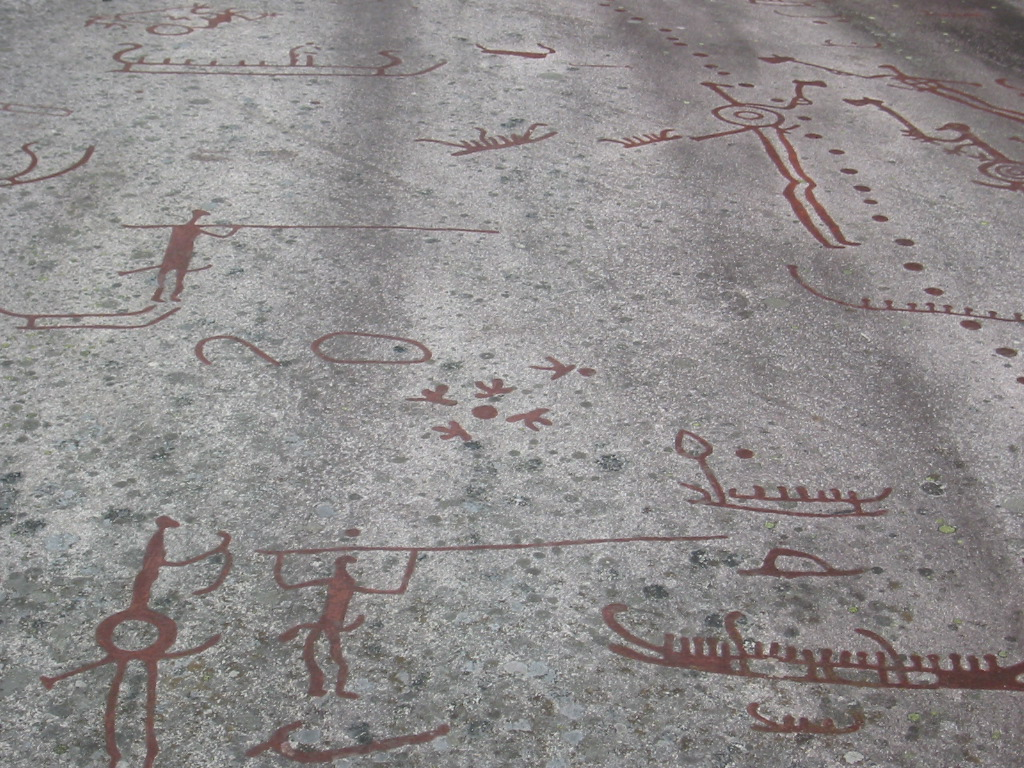
Các chim
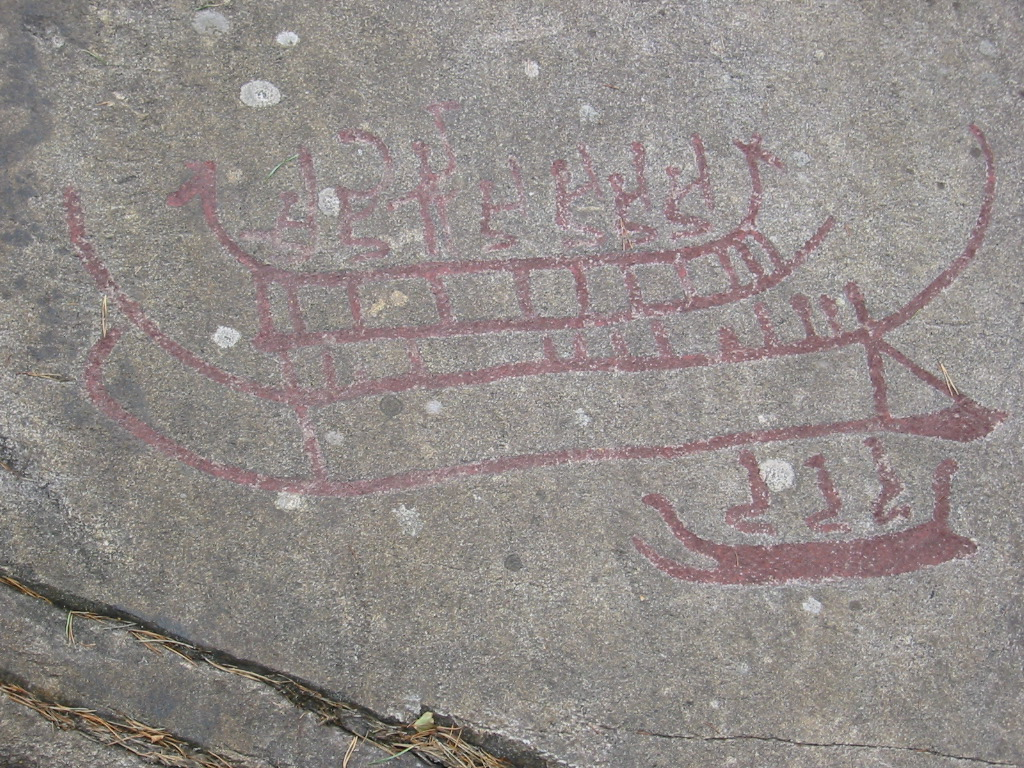
Thuyền đưa tang
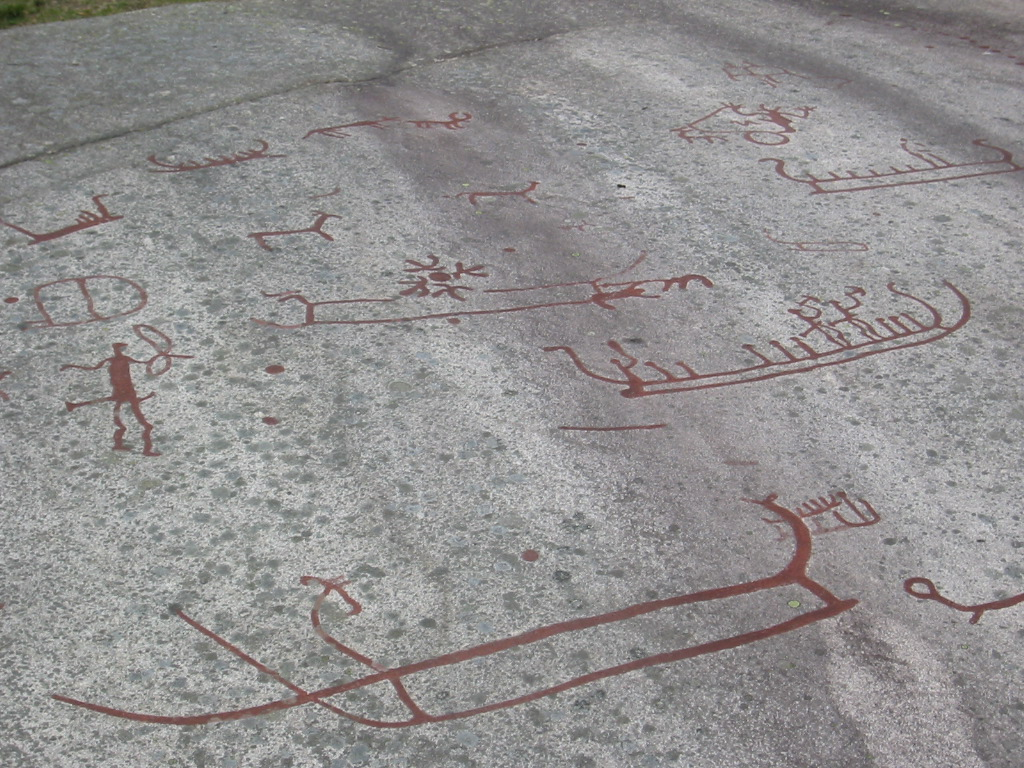
Xe ngựa
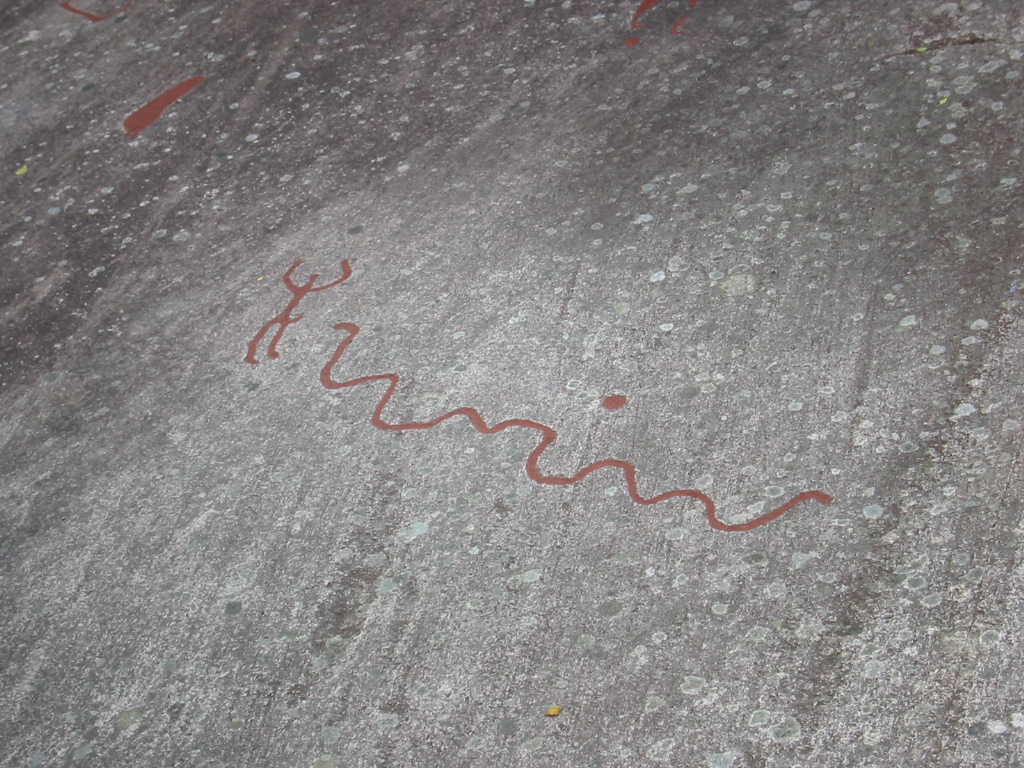
Con rắn